# Enrico IV (film 1943)
Enrico IV è un film del 1943 diretto da Giorgio Pastina.

## Trama
Dall'omonima tragedia di Luigi Pirandello rappresentata nel 1922, il film narra la storia di un uomo ricco che, dopo una caduta da cavallo, crede di essere  Enrico IV di Germania.
Vent'anni dopo una vita da recluso a Canossa riceverà delle visite e ritroverà la memoria.

## Produzione
All'adattamento del film hanno partecipato anche Stefano Landi, figlio di Luigi Pirandello, e Vitaliano Brancati. Il risultato è efficace. Da notare inoltre la bizzarria riguardante l'attore Augusto Marcacci, che compare nel film con la voce di Amilcare Pettinelli poiché presta la sua al protagonista del film, Osvaldo Valenti.